# Men in Black: Die Serie
Men in Black: Die Serie (Originaltitel: Men in Black: The Series oder auch Men in Black: The Animated Series) ist eine US-amerikanische Zeichentrick-Science-Fiction-Fernsehserie, die auf dem Kinofilm Men in Black aus dem Jahr 1997 basiert. Die Serie wurde von Amblin Entertainment und Columbia Pictures produziert.

## Inhalt
Die Serie baut auf der Handlung des Filmes auf – ignoriert jedoch das Ende des Films. Jay, Kay und Elle sind Agenten der Geheimorganisation „Men in Black“, die sich mit außerirdischen Einwanderern auf der Erde beschäftigt und diese Erkenntnis vor der Bevölkerung geheim hält. Kay ist weiterhin der Mentor von Jay. Im Gegensatz zum Film haben Frank der Hund und die Würmer eine größere Rolle.

## Synchronisation
Die deutsche Synchronisierung wurde von der Firma Arena Synchron aus Berlin durchgeführt. Dialogregie und das Dialogbuch übernahm Detlef Klein.
| Originalsprecher          | Rolle           | Deutsche Sprecher | Staffel |
| ------------------------- | --------------- | ----------------- | ------- |
| Keith Diamond             | Agent J (Jay)   | Christian Rudolf  | 1–4     |
| Gregg Berger              | Agent K (Kay)   | Peter Reinhardt   | 1–4     |
| Jennifer Lien             | Agent L (Elle)  | Anke Reitzenstein | 1–4     |
| Charles Napier            | Zed             | Wolfgang Völz     | 1–4     |
| Patrick Pinney/Pat Fraley | „Würmer“        |                   | 1–4     |
| Billy West                | Jeebs           | Wilfried Herbst   | 1–4     |
| Eddie Barth               | Frank, der Hund | Axel Lutter       | 1–4     |

## Rezeption
Die Serie half, Frank den Hund und die Würmer prominenter werden zu lassen. In Men in Black II aus dem Jahr 2002 hatten diese dann auch eine prominentere Rolle.

## Videospieladaptionen
Für den Game Boy Color und den Game Boy Advance erschienen Videospieladaptionen der Serie.